# Chlorocnemis abbotti
Chlorocnemis abbotti är en trollsländeart som först beskrevs av Philip Powell Calvert 1892.  Chlorocnemis abbotti ingår i släktet Chlorocnemis och familjen Protoneuridae. IUCN kategoriserar arten globalt som nära hotad. Inga underarter finns listade i Catalogue of Life.